# 西日本鐵道3000型電聯車
3000型電聯車，是供西日本鐵道（西鐵）使用的急行型电联车，目前在天神大牟田線运用。
這款列車於2005年由川崎重工製造，用作取代已使用多年的600型及700型电联车，截至2006年5月，川崎重工共製造了10節車廂，包括2組三卡車及4組兩卡車，預計2007年會多造7節車廂（1組三卡車及3組兩卡車）。